# Deutsche Fehnroute

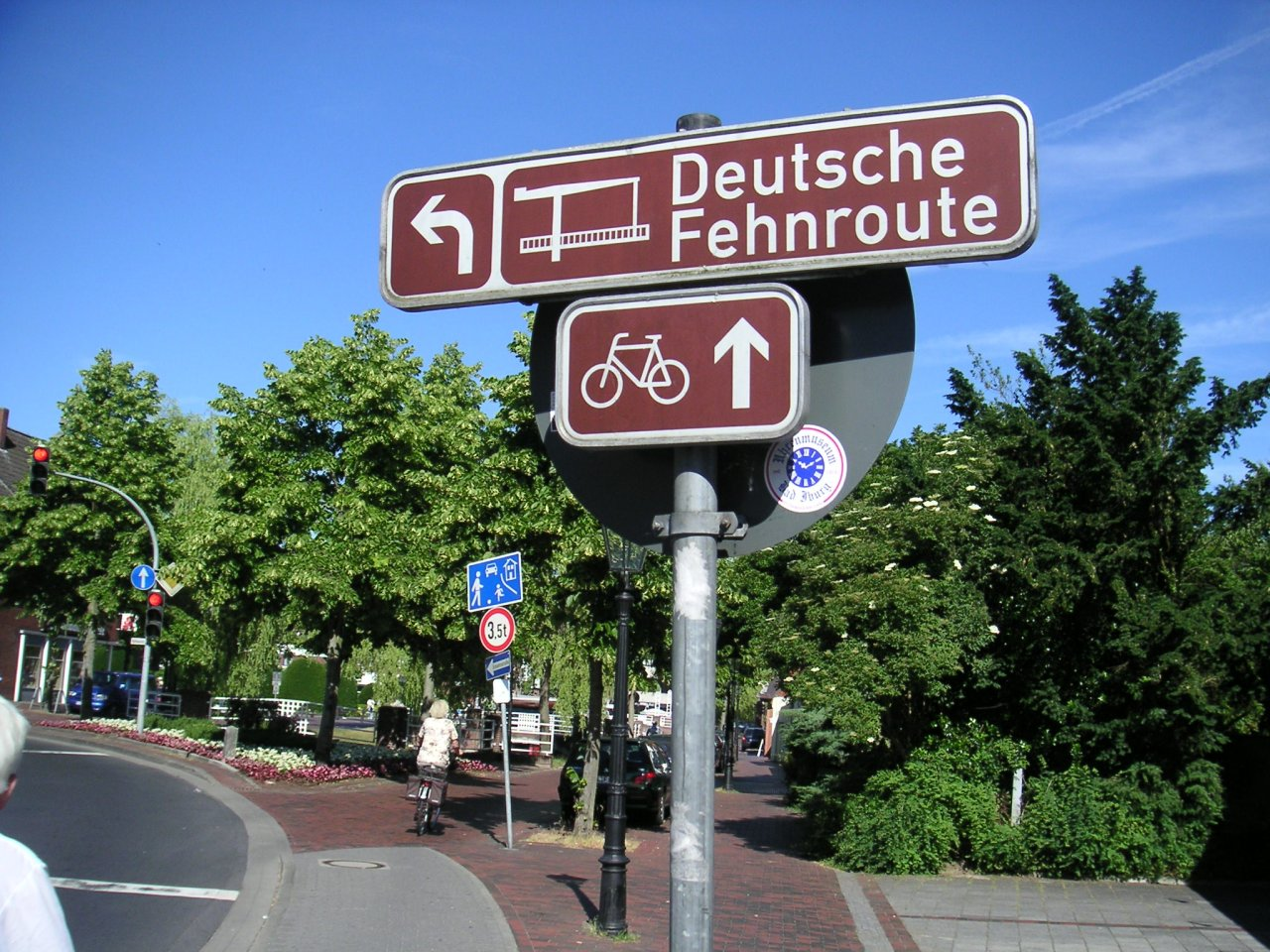
Führungsschilder für KfZ (links abbiegen!) und Fahrräder (geradeaus fahren!) an der „Deutschen Fehnroute“. Hier in Papenburg am Hauptkanal

Die Fehnroute ist ein als Rundfahrstrecke angelegter Radfernweg, der auf 173 Kilometern im nordwestlichen Teil von Niedersachsen durch Ostfriesland, das Emsland, das Ammerland sowie den Landkreis Cloppenburg führt. Sie führt durch die Orte, die durch Moorkolonisierung erschlossen wurden. Die Fehnroute ist auch als Ferienstraße ausgeschildert und mit Kraftfahrzeugen befahrbar. Namensgebend sind die in dieser Gegend häufigen Fehnsiedlungen.
Charakteristisch für den Streckenverlauf sind das Fehlen nennenswerter Steigungen in der Norddeutschen Tiefebene sowie die Vielzahl von künstlich angelegten Moorkanälen mit Schleusen und Klappbrücken und eine große Anzahl von Windmühlen. Die Häuser am Wegrand sind überwiegend in rotem Klinker gehalten.
Die Deutsche Fehnroute wurde am 2. Mai 1992 offiziell eröffnet.

## Strecke nach Orten
- Papenburg
- Westrhauderfehn
- Ostrhauderfehn
- Strücklingen
- Barßel
- Augustfehn
- Südgeorgsfehn
- Brückenfehn
- Nordgeorgsfehn
- Remels
- Wiesmoor
- Mittegroßefehn
- Westgroßefehn
- Timmel
- Jheringsfehn
- Logabirum
- Leer
- Esklum
- Mitling-Mark
- Völlen
- Papenburg
- Stickhausen
- Detern